# Александрович, Митрофан Николаевич
Митрофа́н Никола́евич Александро́вич (? — 1881, Киев) — украинский писатель, этнограф.
Был предводителем дворянства в Остерском уезде Черниговской губернии.
Под псевдонимом «Митро Олелькович» в 1860 помещал в «Основе» небольшие статьи этнографическо-публицистического характера на украинском языке. Автор написанного на русском языке обширного исторического исследования по истории Украины, охватывающего события до окончания смут на Восточной Украине (1869). Труд этот остался неоконченным по причине его смерти, вскоре после выхода в свет 1-го выпуска этого сочинения «Остерский уезд. Историческое описание» (Киев, 1881).
В 1879 находился под негласным наблюдением вследствие своей политической неблагонадежности.